# Cipolla (famiglia veronese)
I Cipolla (o, alla veneta, Ceola) erano una famiglia nobile di Verona.

## Storia
Difficile ricostruire la storia più antica dei Cipolla, anche perché manca un archivio famigliare. Sin dal Duecento compaiono nei documenti personaggi con l'appellativo Zevola o Cepolla, ma è impossibile dire se appartenessero o no alla famiglia. Probabilmente, i Cipolla facevano parte di quelle tante casate di estrazione borghese o forestiere che si affermarono nella Verona scaligera fra il Due e il Trecento.
Forse il primo membro attestato è un Cevolla da Verona che nel 1233 partecipò alla conquista del castello di Bergantino nella guerra contro Ferrara. Nel 1254, tra i veronesi che giurarono la pace tra Ezzelino III da Romano e Oberto II Pallavicino, figurano anche un Zenarius de Cevolla, un Zevolla de Grezana e un Bonaventura Cevolla, cui si aggiunge un Facinus de Cepolla nel consiglio cittadino.
Prova del prestigio della famiglia potrebbe essere la lastra tombale di Maria Cipolla (1334), conservata nella chiesa inferiore di San Fermo. Non è sicuro se la donna appartenesse o meno alla casata, certo è che San Fermo fu molto cara ai Cipolla e molti dei suoi membri vi si fecero seppellire. Sul fianco della stessa chiesa, è inoltre posta un'arca trecentesca recante lo stemma della famiglia.
Notizie più sicure si hanno con i due figli di Tommaso Cipolla, Pietro e Giovanni. Il primo fu un illustre medico al servizio degli Scaligeri, ebbe probabilmente cinque figli e, forse, fu lui ad acquisire delle proprietà a Porcile, rimaste per secoli alla famiglia. L'altro fu invece un giudice, e nei documenti compare sempre tra i membri dell'élite veronese; tra i figli spicca Michele, commerciante di seta padre del giurista Bartolomeo.
I membri della casata furono aggregati al Consiglio Nobile della città nel 1407; assunsero il titolo di conti palatini nella figura del già citato Bartolomeo, per mezzo di un diploma di Federico III del 6 agosto 1471. Nel 1779 i titoli furono riconosciuti dalla Repubblica di Venezia e, più tardi, dall'Impero austriaco.
Altri membri insigni di questo ramo della famiglia furono gli storici Luigi e Carlo Cipolla.

## Proprietà
- Villa Cipolla, Lucchin, Avrese a Illasi[3]
- Villa Cipolla Pellegrini a Tregnago[4]
- Villa Cipolla, Bevilacqua Lazise, Bocciarelli, "al Malcantone" a Concamarise[5]
- Villa Cipolla, Vignola, detta "Panterona" a Belfiore[6]
- Corte Serraglio, Bellani a Nogara[7]

## Arma
Blasone: D'argento, ad una cipolla di rosso fogliata di verde.